# Євпаторійський повіт
Євпаторійський повіт — історична адміністративно-територіальна одиниця, входила до: Таврійська губернія, Російська імперія. Охоплював західну частину Кримського півострова.

## Підпорядкування
- Утворений у 1784 році у складі Таврійської області за указом імператриці Катерини ІІ від 2 (13 лютого) 1784 року.
- З 1796 року — у складі Новоросійської губернії згідно з указом Павла І від 12 грудня 1796 року.
- З 1802 року — у складі відновленої Таврійської губернії.

18 жовтня 1921 року повіт ліквідовано відповідно до нового територіального розмежування з
утворенням Кримської Автономної Соціалістичної Радянської Республіки у складі РРФСР.

## Склад
Станом на 1886 рік налічував 19 сільських громад, 21 поселення у 5 волостях. Населення — 3869 осіб (2023 чоловічої статі та 1846 — жіночої), 572 дворових господарства.
|                     | Площа, десятин | У тому числі орної, дес. |
| ------------------- | -------------- | ------------------------ |
| Сільських громад    | 16885          | 4263                     |
| Приватної власності | 402048         | 40661                    |
| Казенної власності  | 14121          | 2090                     |
| Іншої власності     | 62352          | 4683                     |
| Загалом             | 495409         | 51697                    |

1897 року мешкало 63211 осіб, з них у Євпаторії — 17 913.

### Волості
- Абузларська
- Біюк-Асська
- Курман-Аджинська
- Сакська
- Чотайська
- та повітове місто Євпаторія зі слободою Багай, заміським хутором та бараком, млином за містом, приміськими дачами. У цих поселенням загалом мешкало 800 осіб.